# آنتونینو پیتزولاتو
آنتونینو پیتزولاتو (ایتالیایی: Antonino Pizzolato؛ زادهٔ ۲۰ اوت ۱۹۹۶) وزنه‌بردار اهل ایتالیا است.
وی در مسابقات کشوری و بین‌المللی در مجموع برندهٔ ۲ مدال طلا، ۲ مدال نقره، ۳ مدال برنز شده‌است.